# Clonmacnoise
Clonmacnoise (iriska: Cluain Mhic Nóis) är en klosterruin belägen i grevskapet Offaly på Irland, vid floden Shannon söder om Athlone. Klostet grundades år 544 av Saint Ciarán, en ung man från Rathcroghan i Roscommon. Fram till 900-talet hade det nära kopplingar till kungarna av Connacht.
Saint Ciarán grundade klostret i det forntida territoriet Uí Maine vid en punkt där den stora öst-västliga landsvägen (Slighe Mhor) möter floden Shannon efter att ha korsat myrarna på centrala Irland. Det strategiska läget underlättade för klostret att på 900-talet bli ett viktigt centrum för religion, studier, hantverk  och handel; tillsammans med Clonard var det en av de mest kända platserna på Irland, besökt av forskare från hela Europa. Från nionde till elfte århundradena var det allierat med kungarna av Meath. Många av högkungarna i Tara (ardrí) och Connacht begravdes här.
Clonmacnoise övergavs till stor del i slutet av 1200-talet. Numera omfattar platsen nio kyrkoruiner, en borg, två runda torn och ett stort antal huggna stenkors och korshällar. Den irländska regeringens Office of Public Works sköter om den bevarade ruinen. Ett tolkningscenter är öppet för allmänheten, kyrkogården är i bruk och gudstjänster äger rum i ett modernt kapell.

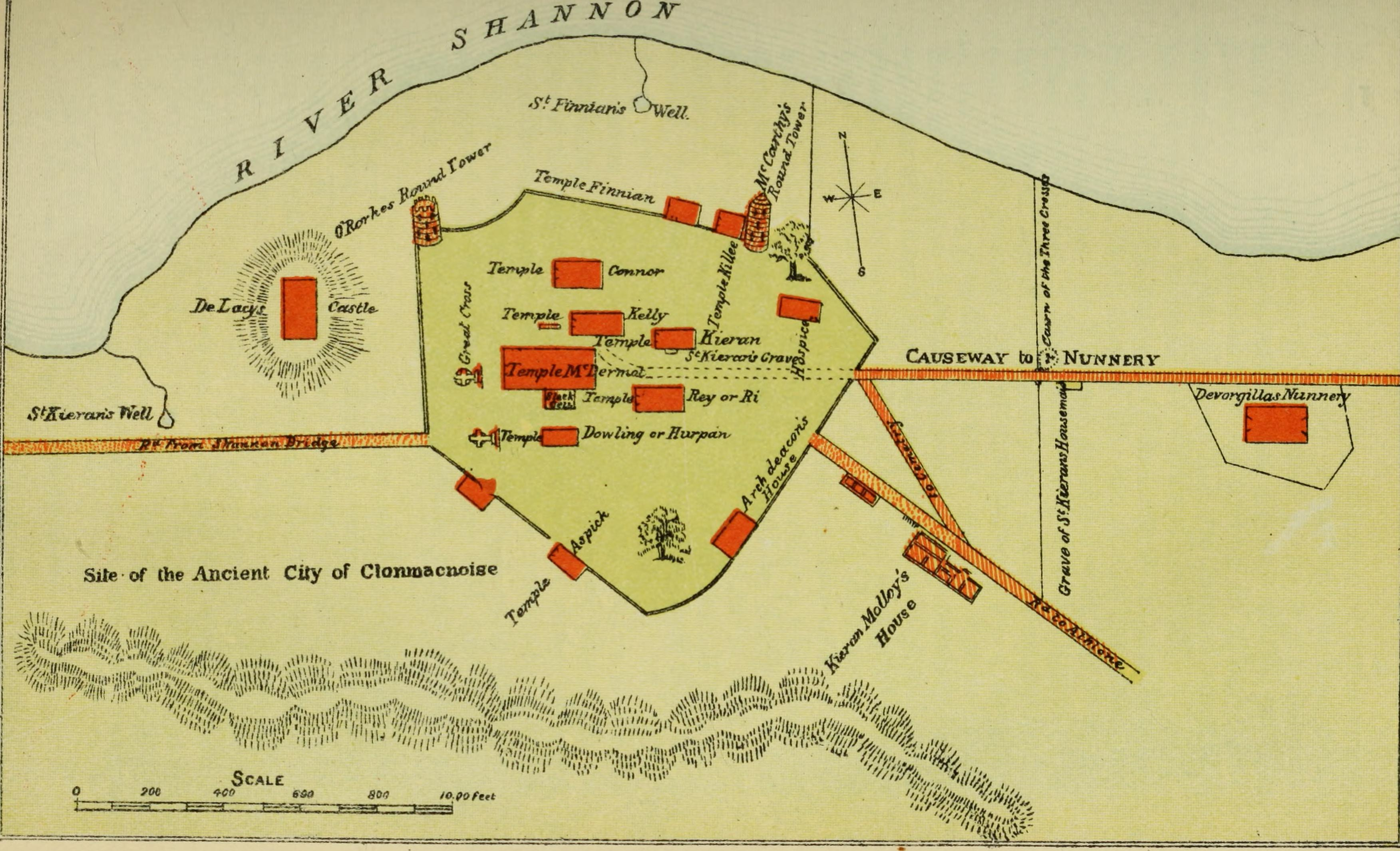
Plan över platsen.

## Historia
År 544 anlände Saint Ciarán, en ung man från Rathcroghan i County Roscommon, till denna plats med sju följeslagare. (Saint Ciarán ska inte förväxlas eller sammanblandas med St. Ciarán av Saigir, beskyddare av Osraige). Här träffade han Diarmait mac Cerbaill, som senare blev den första kristne krönte högkungen av Irland. Tillsammans byggde de den första kyrkan på platsen. Detta var en liten träkonstruktion och den första av många små kyrkor där.
I september 549 dog Ciarán, ännu inte trettiotre år gammal, i pesten. Han begravdes enligt uppgift under den ursprungliga träkyrkan, numera plats för 800-talets stenoratorium Temple Ciarán. Denna plats var särskilt viktig eftersom den stora öst–västliga landsvägen genom myrarna på centrala Irland längs Eiscir Riada (en rullstensås som efterlämnats av den senaste istidens vikande glaciärer) korsade floden Shannon.
Enligt Adomnán av Iona, som hänvisade till vittnesmål av missionären Columba från tidigare abbotar i Iona som hade känt Columba, besökte Columba klostret i Clonmacnoise under den tid då han grundade klostret i Durrow. Medan han var där siade han om framtida diskussioner i kyrkorna på Irland om dateringen av påsken och hävdade att änglar hade besökt klostret i Clonmacnoise. Medan han var där försökte en ung munk vid namn Ernéne mac Craséni (senare vida känd på Irland) röra vid Columbas kläder medan Columba inte tittade på. Men helgonet märkte det omedelbart och tog pojken i nacken, sade åt honom att öppna munnen, välsignade honom sedan och sade att han skulle undervisa om frälsningsläran.
Mot slutet av 700-talet förde ett ny pestutbrott bort ett stort antal av studenterna och professorerna. Clonmacnoises period med högst tillväxt kom mellan 700- och 1100-talen. Staden attackerades ofta under dessa fyra århundraden, oftast av irländarna (minst 27 gånger), vikingarna (minst 7 gånger) och normanderna (minst 6 gånger). De tidiga träbyggnaderna började på 900-talet ersättas av mer hållbara stenbyggnader, och den ursprungliga befolkningen på färre än tio män växte på 1000-talet till kanske 1 500 till 2 000.
Även om platsen var baserad på en kärna av kyrkor, kors, gravar och kyrkliga bostäder och verkstäder, skulle den ha varit omgiven av hus och gator i ett större sekulärt samhälle, smeder, hantverkare och bönder som stödde klostrets prästerskap och deras elever. Hantverkare med anknytning till platsen skapade några av de vackraste och mest hållbara konstverken i metall och sten som någonsin tillverkats på Irland, med Clonmacnoise Crozier (utställd i Irlands nationalmuseum) och Cross of the Scriptures som representerar det yppersta av deras bemödanden. The Book of the Dun Cow, ett velängmanuskript från 1100-talet, författades här; dess huvudsakliga kompilator, Máel Muire mac Céilechair meic Cuinn na mBocht, mördades enligt uppgift under ett vikingatåg 1106.

## Byggnader och höga kors
På platsen finns ruinerna av en katedral, sju kyrkor, två runda torn, tre höga kors och en stor samling av tidigkristna gravplattor. De flesta av kyrkorna har på senare år genomgått omfattande bevarandearbeten, med nunnekyrkan (cirka 1 km från platsen) länge övertäckt medan den också genomgick samma process.
O'Rourke's Tower: Även om det heter O'Rourkes' Tower, efter 1000-talets Connacht-kung Fergal O'Rourke, skriver Chronicum Scotorum att det färdigställdes 1124 av Tairrdelbach Ua Conchobair, en irländsk monark och kung av Connacht, och Gilla Christ Ua Maoileoin, abbot av Clonmacnoise. Elva år senare träffades den av blixten som slog av tornets topp. Den övre delen av tornet är ett senare verk, så det råder spekulationer om att murverket som störtade samman i stormen 1135 kan ha återanvänts vid bygget av McCarthy's Tower.

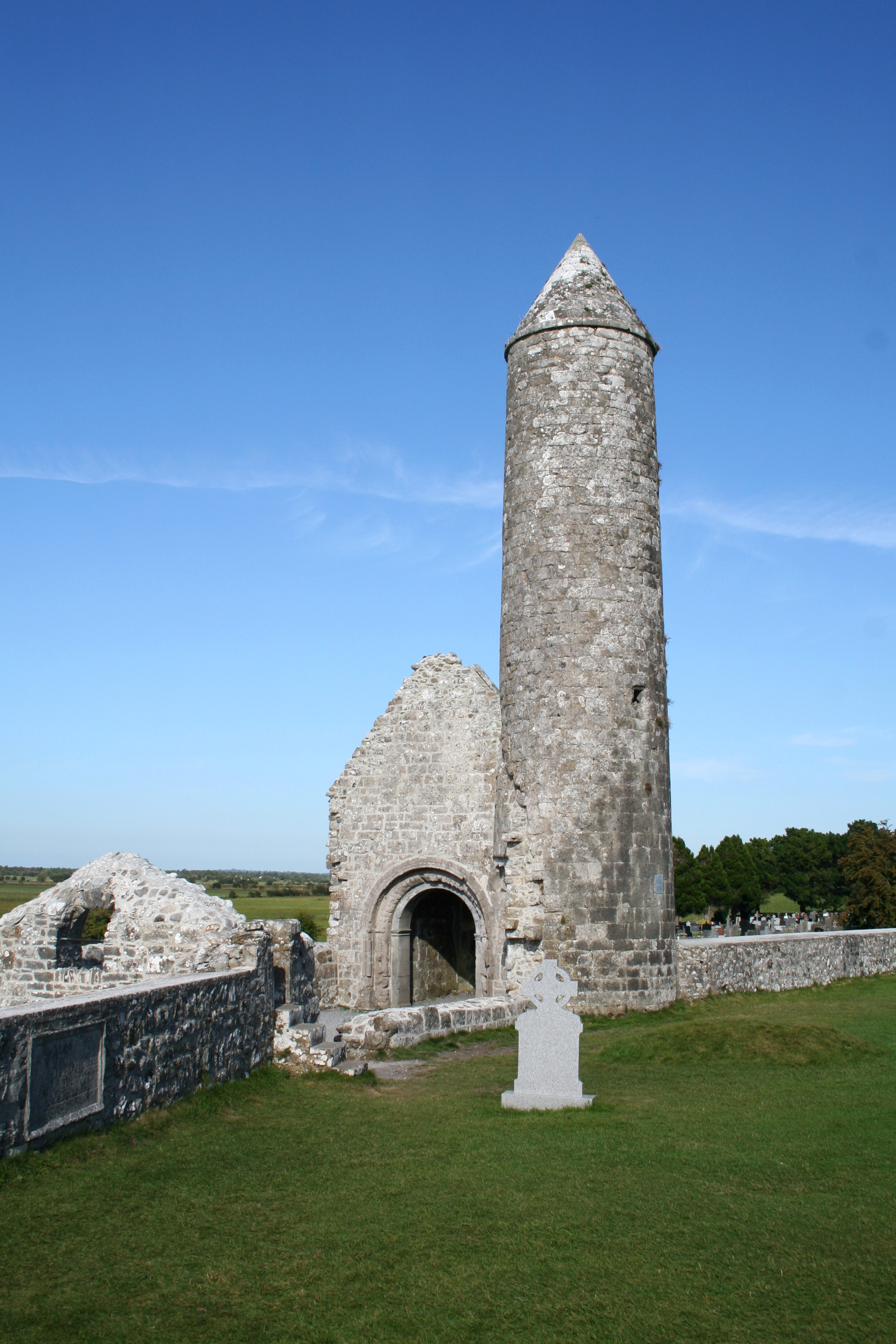
Temple Finghins och McCarthys torn.

Temple Finghín & McCarthy's Tower: Romansk kyrka och runt torn – 1100-talet. En ovanlig händelse var vandaliseringen av denna kyrka 1864 av en person från Birr på en "nöjesfest" för de sju kyrkorna, som Clonmacnoise ofta kallades. Detta ledde till att åtal väcktes mot vandalen av Kronan, på grund av att Royal Society of Antiquaries of Ireland engagerade sig i saken. En del av de medel som hade samlats in till åklagaren användes senare av sällskapet för att reparera kyrktornet. Byggnaden är möjligen det tidigaste exemplet på att en kyrka och ett runt torn är en del av en enda byggnad i Irland.
Temple Connor: Kyrka som används av Irländska kyrkan sedan 1700-talet. Den genomgick betydande restaureringsarbeten under 1900-talets andra decennium, när takets lutning höjdes och det inre utrymmet byggdes om. Kyrkan underhålls i Athloneförbundets församlingars regi, och varje söndag under sommaren hålls gudstjänst klockan fyra på eftermiddagen.

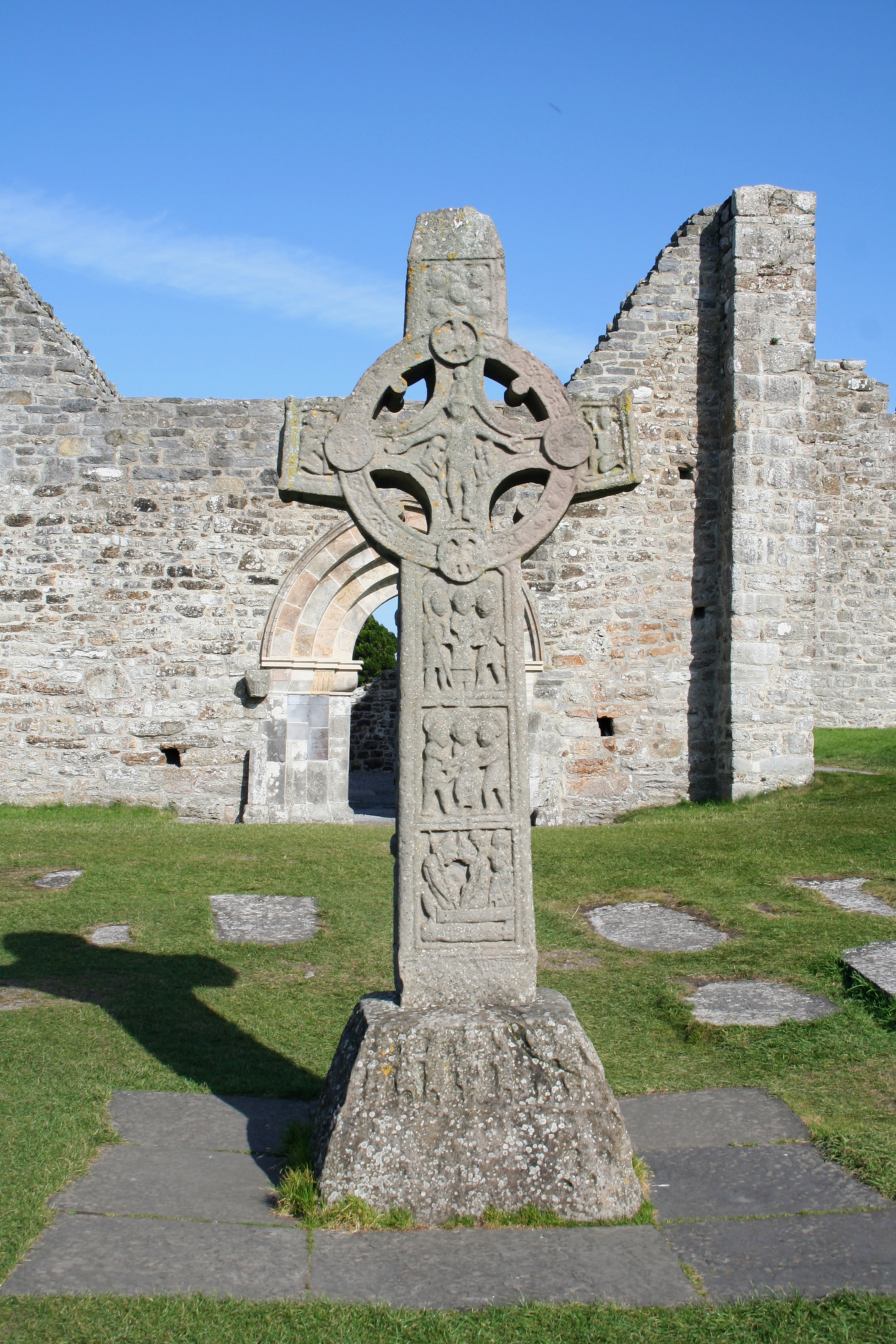
Replik av Cross of the Scriptures.

Cross of the Scriptures: Detta 4 meter höga sandstenskors är ett av de skickligt utförda av de bevarade höga korsen i Irland. Den är av särskilt intresse för dess bevarade inskription, som ber en bön för Flann Sinna, Irlands kung, och Abbot Colmán som beställde korset. Båda männen var också ansvariga för byggandet av katedralen. Korset ristades från Clare sandsten cirka 900. Ytan på korset är uppdelad i paneler som visar scener inklusive korsfästelsen, den yttersta domen och Kristus i graven. Originalet flyttades in i besökscentret 1991 för att bevara det från väder och vind; en kopia står på den ursprungliga platsen.
Katedralen (Temple McDermot): Byggnaden uppfördes omkring 909 av kung Flann Sinna och abbot Colmán mac Ailella. Den västra dörröppningen är nyligen (och något kontroversiellt) omfattande restaurerad med den norra dörröppningen i gotisk stil, ofta kallad Whispering Arch, från mitten av 1400-talet. Katedralen är den största av kyrkorna i Clonmacnoise. Rory O'Connor, den siste högkungen av Irland, begravdes nära altaret 1198, tillsammans med sin far Turlough. De flesta av de gravar som för närvarande ses i kyrkan är de av familjen Coghlan, vars patriark återuppbyggde katedralen i mitten av 1600-talet.
Temple Melaghlin: Byggt cirka 1200. Kallas även kungens kyrka, på grund av det faktum att minst sju generationer av Melaghlins kungar sägs vara begravda under byggnaden. Kyrkan tros också ha inrymt ett scriptorium, rummet där manuskripten designades och dekorerades.
South Cross: Ett kors från 800-talet som ursprungligen fanns i södra änden av platsens centrala nav. Den har en kristen scen på västsidan, en grov snidning av Kristi korsfästelse. Många tror att korset kan ha varit en del av inspirationen till det senare skriftkorset. Återigen är originalet i tolkningscentrumet, med en replik som finns på sin ursprungliga plats.
Temple Dowling: Ursprungligen byggd på 900-talet, är denna lilla kyrka uppkallad efter Edmund Dowling, som renoverade den 1689 och placerade en stenristning av hans familjevapen ovanför dörren.
Temple Hurpan: Byggt på 1600-talet i östra änden av Temple Dowling, hade detta annex ingen religiös funktion förutom att vara en begravningsplats för vissa medlemmar av den lokala församlingen. Kallas ibland för MacClaffey's Church.

## Bilder
| - Katedralen i Clonmacnoise - Temple Finghin med sitt rundtorn - Rekonstruktion av ett keltiskt kors - Ruinerna av borgen Clonmacnoise Castle |

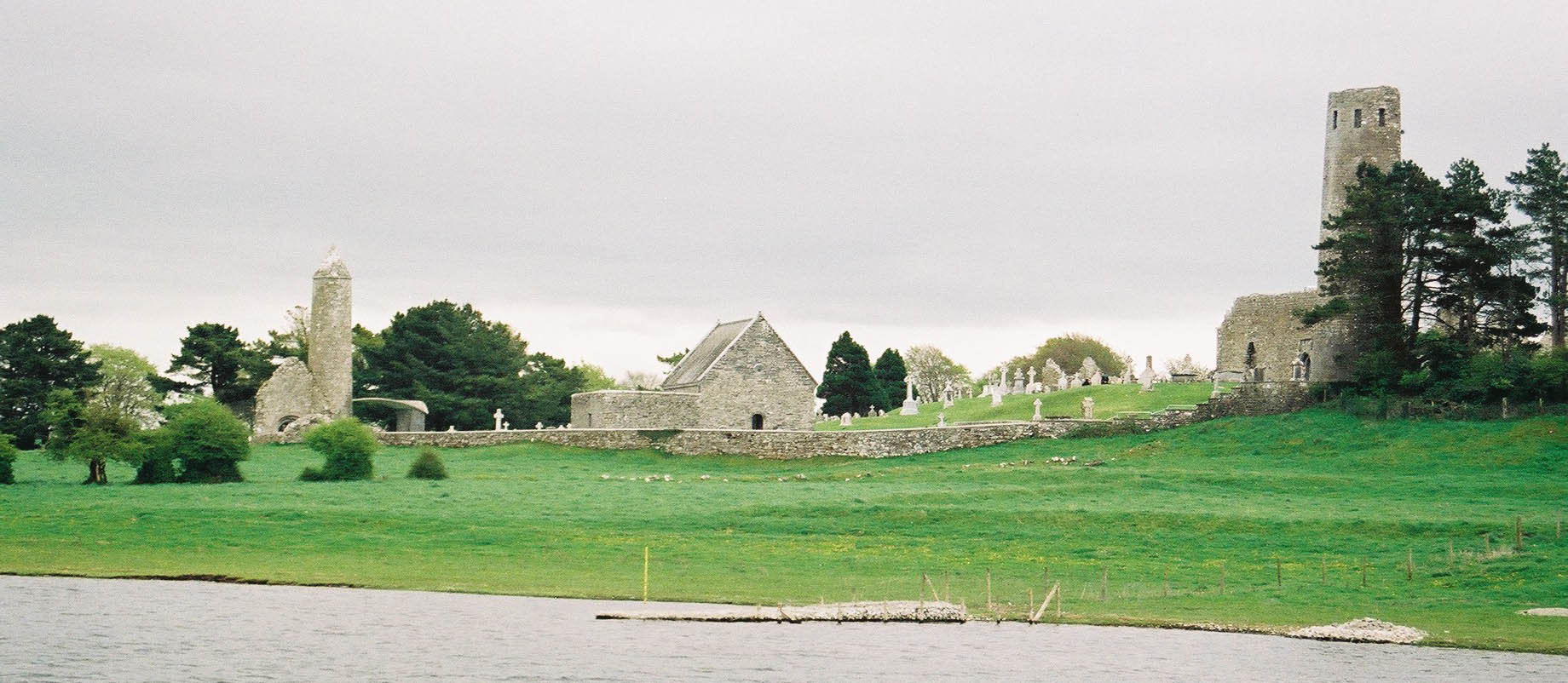
Clonmacnoise sett från floden Shannon